# Volkswagen Group B-VX62
Volkswagen Group B-VX62 (иногда называемая VX62) — автомобильная платформа немецкого автоконцерна Volkswagen Group для минивэнов (MPV) на европейском рынке.
Платформа B-VX62 разработана компаниями Volkswagen AG и Ford Europe. На платформе базировались легковые автомобили марок Volkswagen и SEAT. 
Сборка автомобилей на платформе B-VX62 была организована в Португалии на совместном предприятии AutoEuropa.

## Автомобили на платформе B-VX62
- Volkswagen Sharan (Typ 7M, 1995—2010)
- SEAT Alhambra (Typ 7M, 1996—2010)
- Ford Galaxy (1995—2006)